# GIMP
GIMP és una aplicació per al tractament d'imatges (GNU Image Manipulation Program), creat per voluntaris i distribuït sota la llicència GPL. Està construït amb les llibreries GTK les quals es van crear pensant en aquest programa. Forma part del Projecte GNU.
La primera versió es va desenvolupar en sistemes Unix i va ser pensada especialment per GNU/Linux. No obstant això, actualment n'existeixen versions totalment funcionals per Windows i Mac OS X.
La biblioteca de controls gràfics GTK desenvolupada per a GIMP va ser l'origen de tot un entorn de finestres: Gnome.

## Visió general
GIMP significa «GNU Image Manipulation Program» («Programa de manipulació d'imatges de GNU») i és part oficial del projecte GNU.
GIMP serveix per processar gràfics i fotografies digitals. Els usos típics inclouen la creació de gràfics i logotips, el canvi de mida i retallat de fotografies, el canvi de colors, la combinació d'imatges usant capes, l'eliminació d'elements no desitjats de les imatges i la conversió entre diferents formats d'imatges. També es pot utilitzar el GIMP per crear imatges animades senzilles.
GIMP és conegut també per ser potser la primera gran aplicació lliure per a usuaris finals. Treballs anteriors, com Gcc, el nucli de Linux, etc. eren principalment eines de programadors per a programadors. GIMP és considerat per alguns com una prova que el procés de desenvolupament de programari lliure pot crear aplicacions que els usuaris no avançats puguin usar productivament; d'aquesta forma, va obrir el camí d'altres projectes com: KDE, GNOME, Mozilla Firefox, OpenOffice.org i altres aplicacions posteriors.

## Història

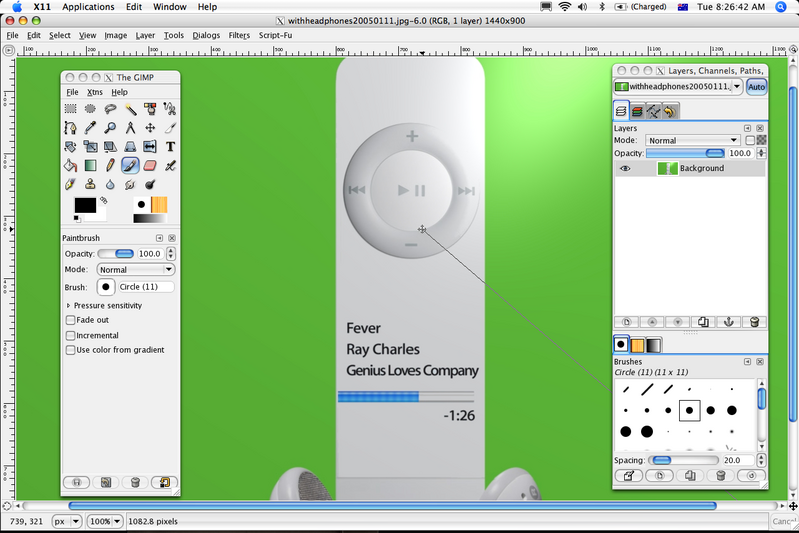
Una captura de pantalla de la versió de GIMP 2.2.8 que funciona sota X11 a Mac OS X

El desenvolupament de GIMP va començar l'any 1995 com un projecte semestral dels aleshores estudiants Spencer Kimball i Peter Mattis a la Universitat de Berkeley. La primera versió pública de llançament de GIMP (0.54) va ser al gener de 1996 i aleshores l'acrònim significava «General Image Manipulation Program» («Programa de manipulació d'imatges general»).
Quan Richard Stallman va visitar Berkeley l'any següent, Kimball i Mattis li van demanar si podien canviar General per GNU (el nom del sistema operatiu impulsat per Stallman). Amb l'aprovació de Stallman, el significat de l'acrònim a partir de 1997 va passar a ser «GNU Image Manipulation Program» («Programa de manipulació d'imatges de GNU») i a formar part del Projecte GNU. Des de llavors el GIMP és desenvolupat per un grup autoorganitzat de voluntaris com a part del Projecte GNOME. La primera versió de GIMP suportava els sistemes UNIX com Linux, a més de SGI IRIX i HP-UX. Posteriorment ha estat adaptat a altres sistemes operatius, inclosos Microsoft Windows i OS X; l'adaptació original del GIMP 1.1 per a Windows 32-bit la va iniciar el programador finés Tor Lillqvist (tml) l'any 1997.
Després de la seva primera versió pública es va formar ràpidament una comunitat d'usuaris que va començar a crear tutorials, gràfics i a compartir tècniques i processos de treball
Durant el 1997 el paquet d'eines d'interfície d'usuari es va agrupar com a GTK (GIMP Tool Kit) que depenia del paquet Motif. Per no tenir aquesta dependència i per millorar-lo Peter Mattis va impulsar el seu redisseny i es va reescriure utilitzant programació orientada a objectes. L'any 1998 la nova versió de GIMP incorporava la nova versió anomenada GTK+ El paquet GTK+ des de llavors va tenir un desenvolupament separat de GIMP i va atraure alguns dels programadors que col·laboraven en el seu desenvolupament. Quan al desembre de 2000 es va fer pública la versió GIMP 1.2 l'equip de desenvolupadors principals eren Manish Singh, Sven Neumann i Mitch Natterer.
Les versions 2.X de GIMP incloïen com a canvis més importants, respecte a la versió 1.2, una interfície més polida i una separació major entre la interfície d'usuari i el back-end. Des de la versió 2.6, GIMP es basa en una biblioteca gràfica més general anomenada GEGL, atacant d'aquesta forma algunes limitacions fonamentals del disseny que impedien moltes millores, com per exemple el suport natiu de CMYK.
Per a no endarrerir excessivament el llançament de Gimp 3.0, els desenvolupadors es varen fixar en portar l'aplicació a GTK 3 i varen sacrificar alguns objectius com: la gestió en línia de les extensions o la millora dels algoritmes de l'eina emplenar. Malgrat la sensació que Gimp 3.0 s'endarrereix molt, el desenvolupament del programari és més ràpid d'ençà que està sota l'aixopluc de GNOME.

### Llançaments
| Versió major | Data de llançament | Comentaris | Darrera versió menor |
| ------------ | ------------------ | --- | -------------------- |
| 0.x          | 21-11-1995         | Primer llançament |                      |
| 1.0          |                    | |                      |
| 1.2          |                    | |                      |
| 2.0          |                    | |                      |
| 2.2          |                    | |                      |
| 2.4          |                    | |                      |
| 2.6          |                    | |                      |
| 2.8          |                    | |                      |
| 2.9.2        |                    | |                      |
| 2.9.4        |                    | |                      |
| 2.9.6        |                    | |                      |
| 2.10.0 RC1   |                    | |                      |
| 2.10.0 RC2   |                    | |                      |
| 2.10         | 14-10-2018         | El llançament de la versió 2.10 va suposar una nova versió major després de 8 anys. En la versió 2.10.24 es millorà la gestió de les metadades i la possibilitat d'ajustar el ratolí a guies i quadrícules fora del límit del llenç. En el llançament 2.10.28, una nova funció permetia crear directoris a partir de scripts. En el llançament 2.10.30, es millorà el suport per als formats AVIF, DDS, HEIF, PBM, PSD, i RGBE. El llançament 2.10.32 suposà el suport per a la imortació d'arxius JPEG-XL i TIFF en CMYK(A) de 8 i 16 bits. El llançament 2.10.34 afegí suport per a l'exportació de JPEG-XL. | 2.10.36              |
| 2.99.16      | 9-07-2023          | Darrera versió inestable en el camí a la versió 3.0 que es preveu que signifiqui el pas a GTK+ 3; doni suport estàndard a Wayland i a l'alta densitat de píxels (HiDPI); permeti la selecció múltiple de capes entre altres millores. |                      |

## Característiques

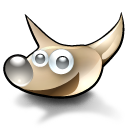
Wilber la mascota/logo del GIMP

GIMP va ser desenvolupat com una alternativa lliure a Photoshop, però aquest últim encara domina el mercat en les indústries d'impressió i gràfiques. GIMP funciona en l'espai de color RGB, però no suporta l'espai de color CMYK, el que no el fa competitiu quan es persegueix una impressió professional. Una altra de les grans crítiques que rep el programari és la poca preocupació que pren per oferir una atractiva interfície d'usuari i una millor experiència d'usuari. Amb la voluntat de reduir les diferències amb Photoshop, destaca la possibilitat d'instal·lar complements per a afegir noves funcionalitats i eines. Aquests connectors serviran per a millorar el flux de treball del programa introduint elements que són difícils d'implementar o incorporant característiques, capacitats i opcions d'edició.
A més d'un ús interactiu, GIMP permet l'automatització de molts processos mitjançant macros. Inclou un llenguatge dit Scheme que es pot usar per a això, a més d'altres alternatives com Perl, Python, Tcl i (experimentalment) Ruby. D'aquesta manera es permet escriure guions i plugins per a GIMP que pot després ser utilitzat interactivament; a més és possible produir imatges de manera totalment no interactiva (per exemple, generar al vol imatges per a una pàgina web usant guions CGI) i realitzar un processament per lots que canviï el color o converteixi imatges. Per a tasques automatitzables més simples, probablement és més ràpid utilitzar un paquet com l'ImageMagick, però GIMP té característiques molt més potents.
GIMP usa GTK+ com a biblioteca de controls gràfics; en realitat, GTK+ era al principi part de GIMP, en un intent de reemplaçar la biblioteca comercial Motif, de la qual originalment depenia GIMP. GIMP i GTK+ van ser originalment dissenyats per al sistema X Window executat sobre sistemes operatius tipus Unix, però han estat portats a Windows, OS/2, Mac OS X i SkyOS.

## Tipus de fitxers suportats
GIMP pot obrir i desar els formats de fitxer següents:
- GIMP XCF, el format natiu (.xcf, o comprimia com. xcf.gz o. xcf.bz2)
- Flic animations autoescriptori (.fli)
- DICOM (.dcm o. dicom)
- document de PostScript (.ps,. ps.gz i. eps)
- ATACS imatges astronòmiques (.fits, o. fit)
- Gràfics vectorials escalables per a camins que exporten (.svg)
- Icona de Microsoft Windows (.ico)
- Microsoft AVI Incondensat Grava (.avi)
- Bitmap de Windows (.bmp)
- Imatge Corel Paint Shop Pro (.psp o. tub)
- Documents d'Adobe PhotoShop (.psd,. pdd)
- Imatge de PNM (.pnm,. ppm,. pgm, i. pbm)
- Gràfics d'Intercanvi de Compuserve (.gif)
- Imatges de Grup d'Experts en Fotografia Reunits (.jpeg,. jpg, o. jpe)
- Gràfics de Xarxa portàtils (.png)
- Format de Fitxer d'Imatge Marcada (.tiff o. tif)
- TARGA (.tga)
- Imatge de bitmap X (.xbm,. icon, o. bitmap)
- Imatge de pixmap X (.xpm)
- Abocador|Munt de finestra X (.xwd)
- Zsoft PCX (.pcx)

GIMP pot obrir però no salvar els formats següents:
- Arxius de Portable Document Format Adobe (.pdf)
- Formats d'imatge crus (moltes extensions)

GIMP també pot salvar als formats següents que no pot obrir:
- HTML com a taula amb cel·les pintades (.html)
- Arxius de font C com a varietat (.c o. h)
- Gràfic de Xarxa Múltiple posava en capes arxius d'imatge (.mng)
- Art ASCII o HTML, amb caràcters i puntuació que constitueix imatges

## Forks
Per diverses raons han aparegut nombroses forks de GIMP. L'elevada corba en l'aprenentatge d'aquest programari és l'argument més repetit pels desenvolupadors d'aquestes. Sovint s'ha pretès que fossin més similars a Photoshop per facilitar el pas d'un programari a l'altra. Hi ha casos singulars, com el de l'equip de Glimpse, el principal motiu que varen argumentar en iniciar la fork va ser que la paraula gimp en anglès té també un significat ofensiu. Per altra banda en iniciar-se Krita, una versió que es va mostrar al congrés de Linux de 1998, era una fork, però la manca d'entesa amb l'equip de GIMP per treballar plegats va fer que partissin de KImage una aplicació que formava part del KOffice de KDE. Dins de la comunitat de Linux s'han proposat esforços per donar una solució com OpenUsability, que no va arribar ni ha disposar d'un primer llançament, els desenvolupadors volien un canvi en la interfície, però els dissenyadors desitjaven canvis profunds en el funcionament de l'aplicació.
- CinePaint (2000-) Una de les forks que semblava desaparèixer, però continuava activa el 2021.[35][36] S'encara al retoc digital de fotogrames i gravacions.[37][38]
- GIMPshop (2000 - 17 de maig de 2006)[39][40]
- GimPhoto (?? - 30 de desembre de 2014) Se singularitzava pel suport CMYK.[41][42][43]
- Glimpse (2019 - 25 d'agost de 2020)[44][45]
- Seashore (2003 - 28 de desembre de 2020) Va començar com una fork de Gimp, però amb el pas del temps ha esdevingut un programari no tant complex alhora que més senzill d'emprar.[46][47]

També han aparegut extensions de programari per simular Photoshop des de GIMP, és el cas de PhotoGIMP; d'altres que simplement augmenten les possibilitats com Gimp Paint Studio i per altra banda Gimp Painter és una fork oficial de GIMP per a augmentar les eines enfocades a la tauleta digital.